# Dodge Nitro
La Dodge Nitro est un SUV commercialisé en France en juin 2007, vendu depuis 2006 en Amérique du Nord. Il mise sur son design et son rapport qualité-prix.
La gamme du Nitro comprend trois motorisations :
- V6 4.0 essence, 260[1] ch, boîte automatique 5 vitesses.

Vitesse maximale : 202 km/h. 0 à 100 km/h en 8,5 secondes.

Consommation extra-urbaine / urbaine / mixte l/100 km : 8,9 / 15,9 / 11,5 

À partir de 36 950 €.
- CRD 2.8 diesel, 177[2] ch, boîte manuelle 6 vitesses.

Vitesse maximale : 180 km/h. 0 à 100 km/h en 11,5 secondes.

Consommation extra-urbaine / urbaine / mixte l/100 km : 8,6 / 10,8 / 7,3

À partir de 25 800 €.
- V6 3.7 essence, 210 Ch, boîte automatique à 5 rapports.
Vitesse maximale : 190 km/h. 0 à 100 km/h en 10,3 secondes.                                                    Consommation extra-urbaine / urbaine / mixte (l/100 km) : 9 / 17,5 / 12,1
À partir de 34 900 € (prix 2007)/ 44 000 € (prix 2010)

## Contexte
Le Nitro a fait ses débuts en février 2005 au Salon de l'auto de Chicago, en tant que concept car avec un design intérieur sur le thème de l'aluminium. Des évents garnis d'aluminium derrière les ailes avant et d'autres garnitures en aluminium autour des poignées de porte et du hayon arrière étaient affichés, ainsi que sur la console centrale et le levier de vitesses qui incluaient également une finition en argent satiné.
Le Nitro est devenu le premier modèle de SUV compact de Dodge depuis l'arrêt du Raider en 1990. Il est également devenu le premier véhicule moderne de la marque Dodge à être vendu en Europe depuis son introduction au début de 2007. Aux États-Unis, le Nitro est entré en production en août 2006 et a été mis en vente en septembre de la même année en tant que modèle de 2007. Tous les Nitro étaient disponibles avec une traction arrière et une transmission intégrale à temps partiel était disponible en option. Le Nitro était le seul SUV de Dodge jusqu'à l'année modèle 2009, lorsque le plus grand SUV multisegment Dodge Journey, basé sur une voiture, au prix inférieur, est arrivé dans les salles d'exposition. Comparé au Jeep Liberty avec qui il partage sa plate-forme, le Nitro est plus long, plus bas et plus large. La longueur supplémentaire est répartie entre le siège arrière et l'espace de chargement.
Le Nitro était à l'origine équipé d'une capacité de remorquage de 5 000 livres (2 300 kg), leader dans la catégorie SUV. Des caractéristiques de sécurité telles que l'atténuation électronique du roulis, le contrôle de la traction et les airbags rideaux latéraux, ainsi qu'un plancher de chargement coulissant fonctionnel appelé Load 'N Go, étaient également proposés en équipement de série. Semblable à un système offert sur le break Saab 9-5, le plancher peut être allongé de 18 po (457 mm) à travers le hayon arrière pour faciliter le chargement. Un autre attribut du SUV est son style hot rod agressif; complété avec une apparence bombée musclée et des ailes prononcées.

## Années modèles
Pour ses débuts en 2007, des transmissions à deux et quatre roues motrices ont été proposés, ainsi qu'un choix de moteurs V6 de 3,7 L ou 4,0 L. Les désignations des modèles étaient les SXT, SLT et R / T. Il y avait trois types de rembourrage mis à disposition; tissu de base, tissu antitache et cuir perforé. Caractéristiques de sécurité standard incluses; airbags latéraux avant et arrière, airbags rideaux latéraux, programme de stabilité électronique avec contrôle de traction et assistance au freinage, atténuation électronique du roulis et moniteur de pression des pneus,. La version quatre cylindres était vendue exclusivement en Europe.
En 2008, le Nitro est venu dans les versions 4x2 et 4x4 avec chacun offrant deux versions: SXT et SLT. Les deux versions étaient équipées d'un moteur V6 de 3,7 L de 210 chevaux. La version SXT comprenait une transmission manuelle à six vitesses de série avec une boîte automatique à quatre vitesses en option. La version SLT était livrée avec une boîte automatique à quatre vitesses de série, mais la finition optionnelle R / T augmentait le niveau d'équipement avec un moteur V6 de 4,0 L de 260 chevaux couplé à une transmission automatique à cinq vitesses. La finition SXT du Nitro comprenait des rétroviseurs électriques, des fenêtres et des serrures de porte électriques de série avec entrée sans clé à distance, radio par satellite, climatisation et sièges pour cinq. Les SXT et R / T ajoutaient des jantes en alliage, un siège conducteur à commande électrique, un tissu antitache, le plancher de chargement rétractable Load 'N Go, un régulateur de vitesse et une console au pavillon avec un ordinateur de bord, une boussole et un affichage de la température extérieure. Caractéristiques de sécurité standard incluses; airbags avant, airbags rideaux latéraux, contrôle de traction et de stabilité avec atténuation du retournement, assistance au freinage et moniteur de pression des pneus.
En 2009, le Nitro était proposé en versions 4x2 et 4x4 avec deux niveaux de finition: SE et SLT. Les deux étaient équipés d'un moteur V6 de 3,7 L de 210 chevaux de série couplé à une transmission automatique à quatre vitesses. Le SXT avec sa transmission manuelle à six vitesses avait été remplacé par la version SE qui comportait la transmission automatique. La version SLT offrait la finition optionnelle R / T qui était disponible avec un moteur V6 de 4,0 L de 260 chevaux couplé à une transmission automatique à cinq vitesses. Les normes de finition du Nitro SE comprenaient des rétroviseurs électriques, des fenêtres et des serrures de porte électriques avec entrée sans clé à distance, radio par satellite, climatisation et sièges pour cinq. Les SXT et R / T ajoutaient des jantes en alliage, un siège conducteur à commande électrique, un tissu antitache, le plancher de chargement rétractable Load 'N Go, un régulateur de vitesse et une console au pavillon avec un ordinateur de bord, une boussole et un affichage de la température extérieure. Caractéristiques de sécurité standard incluses; airbags avant, airbags rideaux latéraux, contrôle de traction et de stabilité avec atténuation du retournement, assistance au freinage et moniteur de pression des pneus.
Pour l'année modèle 2010, trois nouvelles désignations de modèle sont devenues disponibles: niveaux de finition Heat, Detonator et Shock en versions 4x2 ou 4x4. La finition Heat était équipée d'un moteur V6 de 3,7 L de 210 chevaux couplé à une transmission automatique à quatre vitesses. Les finitions Detonator et Shock comprenaient un moteur V6 de 260 chevaux couplé à une transmission automatique. Le niveau de finition Heat avait des rétroviseurs électriques, des fenêtres et des serrures de porte électriques avec entrée sans clé à distance, radio par satellite et climatisation. Le Detonator ajoutait une assistance au stationnement arrière, un système de démarrage à distance, un siège conducteur à commande électrique, un régulateur de vitesse, une console au pavillon avec un ordinateur de bord, une boussole et un affichage de la température extérieure. La finition Shock ajoutait des sièges avant chauffants, un intérieur en cuir et un toit ouvrant électrique. Parmi les caractéristiques de sécurité standard figuraient: airbags avant, airbags latéraux, appuie-tête actifs, contrôle de la traction et de la stabilité avec atténuation du retournement, assistance au freinage et moniteur de pression des pneus. La fonction du plancher de coffre coulissant Load 'N Go a été abandonnée,.
L'année modèle 2011 a continué comme les modèles précédents en versions 4x2 ou 4x4 avec les mêmes moteurs et transmissions. Nouveauté 2011, la finition Heat 4.0 Lifestyle. Le Heat 4.0 était livré de série avec une transmission automatique à cinq vitesses, un téléphone Uconnect et un système audio amélioré à huit haut-parleurs. En outre, certains modèles sont livrés avec des intérieurs améliorés avec un nouveau tissu et du cuir avec des coutures de couleur premium. Les Detonator et Shock portaient les bandes de course emblématiques de la marque Dodge. De plus, tous les modèles sont devenus disponibles avec neuf couleurs extérieures, y compris Bright White Clear Coat, Blackberry Pearl Coat, Toxic Orange Pearl Coat et Redline Two Coat Pearl.
Chrysler a construit des Dodge Nitro de l'année modèle 2012 pour le marché des flottes uniquement. Le Nitro final est sorti de la chaîne de montage le 16 décembre 2011.

## Australie
En Australie, les versions ne pouvaient être disponibles qu'avec le V6 de 3,7 L en version SXT avec transmission automatique. Aucune option de transmission manuelle n'était proposée, mais les moteurs diesel étaient en vente jusqu'en 2010.

## Arrêt
Malgré ses débuts tapageur, les ventes de Nitro n'auguraient rien de bon pour l'entreprise à partir de 2009, même si en 2010, la situation s'était légèrement améliorée. Il a donc été décidé de ne pas poursuivre sa production en 2012, l'assemblage se terminant effectivement le 16 décembre 2011. Chrysler a construit des Dodge Nitro de 2012 pour le marché des flottes uniquement, bien que les sites Web officiels de Dodge pour les États-Unis et le Canada ne mentionnent aucun Nitro de 2012 au détail, le modèle a été présenté dans les brochures de détail. Le Nitro final est sorti de la chaîne de montage le 16 décembre 2011, avec un total de 175 510 unités construites depuis son introduction.

## Controverse
Début 2007 aux États-Unis, une publicité télévisée pour le Nitro avec le slogan: "chargé d'adrénaline", montrait un chien électrocuté après avoir touché la roue avant du SUV. L'annonce a attiré beaucoup d'attention négative et a été rapidement retirée,.

## Ventes

### Chiffres de ventes aux États-Unis
| Année civile          | Ventes  |
| --------------------- | ------- |
| 2006                  | 16,990  |
| 2007                  | 74,825  |
| 2008                  | 36,368  |
| 2009                  | 17,443  |
| 2010                  | 22,618  |
| 2011                  | 24,434  |
| 2012[réf. nécessaire] | 3,269   |
| Total                 | 195,247 |

### Ventes en France
| Année  | 2007 | 2008 | 2009 | 2010 | Total |
| ------ | ---- | ---- | ---- | ---- | ----- |
| Ventes | 866  | 477  | 186  | 140  | 1 669 |